# برادلي (ويسكونسن)
برادلي (بالإنجليزية: Bradley, Wisconsin)‏ هي بلدة تقع بولاية ويسكونسن في الولايات المتحدة. تبلغ مساحتها 164.6 (كم²)، وترتفع عن سطح البحر 440 م، بلغ عدد سكانها 2573 نسمة في عام 2000 حسب إحصاء مكتب تعداد الولايات المتحدة وتصل الكثافة السكانية فيها 17.8 نسمة/كم2.

## وصلات خارجية
- http://www.townofbradley.org
- The US50 - Cities and Towns in Wisconsin State
- Wisconsin Cities and Towns, Facts, Map, Flag, Colleges, Government, and More